# (7358) Oze
(7358) Oze es un asteroide que forma parte de los asteroides Amor, descubierto el 27 de diciembre de 1995 por Takao Kobayashi desde el Observatorio de Ōizumi, Ōizumi, Japón.

## Designación y nombre
Designado provisionalmente como 1995 YA3. Fue nombrado Oze en homenaje al Parque nacional de Oze se encuentra entre las prefecturas de Fukushima, Tochigi, Gunma y Nigata. Rodeado de montañas, incluyendo el monte Hiuchidake y Mt. Shifutsu, que constituyen la parte occidental del Parque nacional de Nikkō.

## Características orbitales
Oze está situado a una distancia media del Sol de 2,200 ua, pudiendo alejarse hasta 3,305 ua y acercarse hasta 1,095 ua. Su excentricidad es 0,502 y la inclinación orbital 4,652 grados. Emplea 1191 días en completar una órbita alrededor del Sol.

## Características físicas
La magnitud absoluta de Oze es 14,6. Está asignado al tipo espectral Sq según la clasificación SMASSII.